# Université du Sud de la Géorgie
L'université du Sud de la Géorgie (en anglais Georgia Southern raccourci en Southern) est une université publique américaine, dont le siège est situé sur un campus de 3,6 km2 à Statesboro, dans le comté de Bulloch, dans le sud de l'État de la Géorgie. Deux antennes de cette université se trouvent à Savannah et à Hinesville.

## Historique
L'université, fondée en 1906, est membre du système universitaire de la Géorgie et la plus grande institution universitaire dans la moitié sud de l'État. Elle compte en 2020 presque 27 000 étudiants à Statesboro et plus de 5000 à Savannah.

## Sport
Son équipe sportive, les Eagles de Georgia Southern, joue dans 15 sports différents au sein de la NCAA (National Collegiate Athletic Association), dont le football américain. L'équipe est membre à partir de 2014 de la Sun Belt Conference en Division I FBS (Football Bowl Subdivision), l'élite du sport universitaire américain.
Les Eagles ont remporté 6 titres de champions nationaux dans la division inférieure (la Division I FCS), ce qui en fait le meilleur palmarès à ce niveau.

## Site officiel
- (en) Site officiel